# Emplocia
Emplocia is een geslacht van vlinders van de familie spanners (Geometridae), uit de onderfamilie Ennominae.

## Soorten
- E. aurantiaria Thierry-Mieg, 1895
- E. bifenestrata Herrich-Schäffer, 1855
- E. erycinoides Walker, 1854
- E. fleximargo Dognin, 1903
- E. lassippa Druce, 1890
- E. pallor Druce, 1893
- E. tricolor Felder, 1875
- E. xanthion Druce, 1907